# 燃えるマッスル
「燃えるマッスル」（もえるマッスル、英語: Muscle Bound）は、イングランドのニュー・ウェイヴ・バンド、スパンダー・バレエがデビュー・アルバム『ジャニーズ・トゥ・グローリー』からリリースした3枚目のシングル。
イギリスでは「グロウ」 (Glow) とともに両A面扱いでリリースされたが、他の地域では「グロウ」はB面とされた。地元イギリスでは、2曲目のトップ10入りヒットとなり、全英シングルチャートで10位まで上昇した。また、アイルランドのシングルチャートでは18位、オランダのシングル・トップ100では32位、オーストラリアのケント・ミュージック・レポートでは97位に達した。
「燃えるマッスル」は、アルバム『ジャニーズ・トゥ・グローリー』の日本盤におけるこの楽曲の日本語題であるが、後のコンピレーション・アルバム『ゴールド〜ベスト・オブ・スパンダー・バレエ』では、「マッスルバウンド」と表記されている。

## トラック・リスト
UK 7インチ・シングル
A. "Muscle Bound" - 3:58
A2. "Glow" - 3:48
UK 12インチ・シングル
A. "Glow" - 8:10
B. "Muscle Bound" - 4:54